# Stipo Gabrić
Stipo Gabrić "Jambo" (Metković, 16. svibnja 1958.), hrvatski političar i poduzetnik, po zanimanju magistar agronomije.
Osnovnu školu i gimnaziju pohađao je u rodnom Metkoviću, a magistrirao je na Agronomskom fakultetu u Zagrebu.
Na položaju gradonačelnika Grada Metkovića nalazio se od 1997. do 2013. godine. Bio je i zastupnik HSS-a u šestom sazivu Hrvatskog sabora. Dragovoljac je Domovinskog rata i dugogodišnji glavni sponzor RK Metković.